# Edwin D. McKee

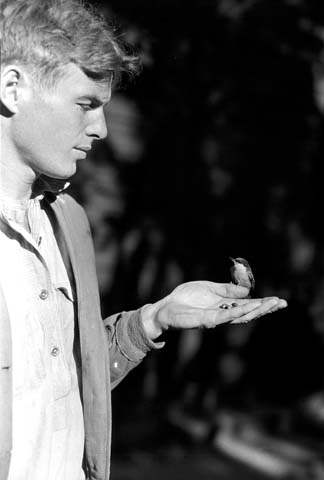
Edwin McKee mit einem Kleiber im Grand Canyon, 1929.

Edwin Dinwiddie „Eddie“ McKee  (* 24. September 1906 in Washington, D.C.; † 23. Juli 1984 in Denver) war ein US-amerikanischer Naturforscher, Geologe und Sedimentologe. Er galt als führender Experte für die Geologie des Grand Canyon.

## Leben
McKee besuchte die US Naval Academy und studierte dann Geologie an der Cornell University, was er 1929 vor der Promotion abbrach um Ranger im Grand Canyon zu werden, für das er sich schon als Jugendlicher interessierte (sein Scout-Master bei den Pfadfindern war der Topograph des Grand Canyon Francois Emile Matthes) und wo er als Student regelmäßig im Sommer forschte. Kurz zuvor war die ihm angebotene Stelle freigeworden, da der Ranger Glen E. Sturdevant beim Durchqueren des Colorado Rivers ertrank. Schon 1927 war er bei der Einrichtung eines Museums am Yavapai Point am Grand Canyon beteiligt. 1929 heiratete er die Biologin Barbara McKee, die ebenfalls im Grand Canyon als Assistentin von Vernon Orlando Bailey forschte. Teilweise mit seiner Ehefrau, mit der er drei Kinder hatte, forschte McKee nicht nur als Geologe, sondern auch durch systematische Aufnahme der Wirbeltiere. Dabei entdeckte er die dort endemische Klapperschlange Crotalus viridis abyssus, über die er 1930 veröffentlichte. Er war auch Spezialist für Schmetterlinge, beobachtete mit seiner Frau Vögel und befasste sich mit Ethnologie der lokalen Indianer (Havasupai). Da  als Ranger in den US National Parks routinemäßig nach 10 Jahren in einen anderen Park versetzt wurde (er sollte nach Yosemite) kündigte er 1942 und ging an das Museum of Northern Arizona als Assistant Director für Forschung. Gleichzeitig war er an der University of Arizona in Tucson, wo er 1951 Professor wurde, obwohl er zeitlebens nur einen Bachelor-Abschluss hatte. Ab 1953 war er beim US Geological Survey in Denver, wo er die Abteilung paläotektonische Karten leitete, ab 1961 Forschungsgeologe war und noch nach seiner Pensionierung 1977 ein Forschungslabor für Sedimentologie hatte. Seine Studien rezenter und fossiler Sedimente führten ihn auf alle Kontinente außer die Antarktis. Er liegt im Grand Canyon Cemetery begraben.
1975 erhielt er die William H. Twenhofel Medal. 1957 wurde er Ehrendoktor der Northern Arizona University.

## Schriften
- Ancient Landscapes of the Grand Canyon Region, 1931 (30 Auflagen bis 1985)
- The environment and history of the Toroweap and Kaibab formations of northern Arizona and southern Utah: Carnegie Institution of Washington Publication 492, 1938
- mit C. E. Resser: Cambrian history of the Grand Canyon region: Carnegie Institution of Washington Publication 563, 1945, 232
- Sedimentary Structures in Dunes of the Namib Desert, South West Africa, U.S. Geological Survey Special Paper, 1982
- The Supai Group of Grand Canyon: U.S. Geological Survey Professional Paper 1173, 1983